# Longmorn
Longmorn è un villaggio nell'area del Moray, in Scozia, famoso per le sue distillerie di whisky. Si trova infatti nella regione delle Lowlands ma proprio al confine con il cuore produttivo delle Highlands. È situato a circa quattro chilometri a sud della città di Elgin, sulla strada da Elgin a Rothes. Questo villaggio era una volta un piccolo nodo ferroviario, e l'inizio della tratta ferroviaria della Distilleria Birnie; la linea ormai in disuso da Elgin a Craigellachie proseguiva poi a sud di Aviemore e oltre. La stazione e la piattaforma esistono ancora e sono in buone condizioni. Ci sono piani per cancellare del tutto la linea e creare una pista ciclabile che collegherebbe Elgin alla Speyside Way a Craigellachie e da lì a Aviemore e alla National Cycle Network.
La maggior parte del villaggio è occupata dalla Distilleria BenRiach (riaperta nel 2004) e dalla Distilleria Longmorn. Relativamente poche persone vi sono impiegate e il villaggio è principalmente un dormitorio di Elgin.

## Distilleria Longmorn

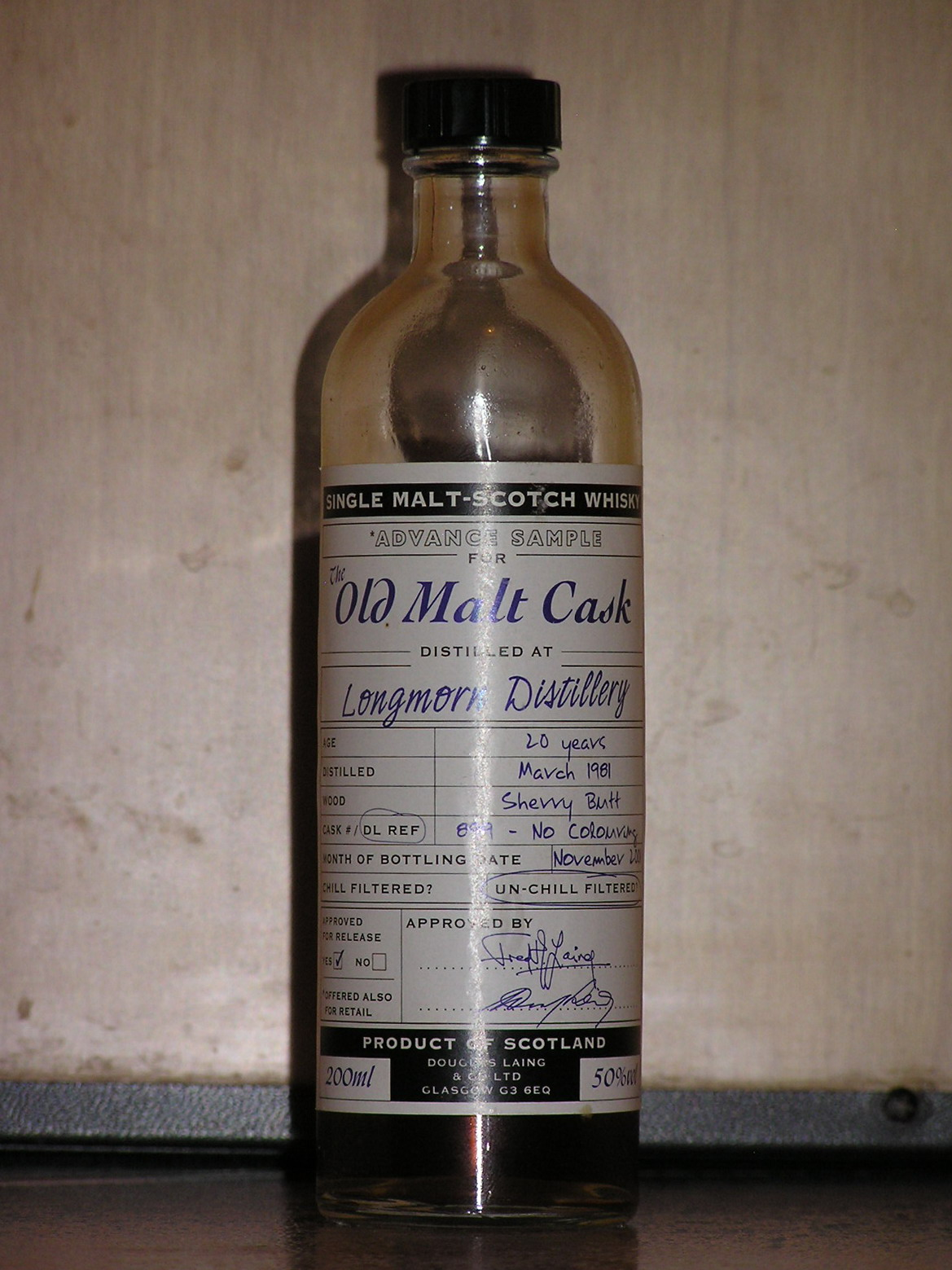
Pre-produzione "The Old Malt Cask" 20 anni

Costruita sulle fondamenta di una vecchia cappella, la Distilleria Longmorn fu fondata nel 1894 da John Duff e due soci,
Charles Shirres e George Thomson, insieme alla vicina Distilleria BenRiach. 
John Duff fondò anche la Glenlossie diciannove anni più tardi.
Nonostante la sua buona posizione all'interno del mondo del whisky in quei giorni, John Duff fu bloccato dai debiti a causa della grande recessione nel settore del whisky alla fine del XIX secolo. Fu costretto a vendere tutto per pagare i propri creditori. 
Tra i candidati per l'acquisto della distilleria, John Grant (della Glen Grant), attraverso la sua azienda Hill Thomson & Co che commercializzavano tra l'altro il blend Something Special. 
Nei primi anni 1970, Longmorn si fuse con la distilleria The Glenlivet per creare la Glenlivet Distillers Ltd. 
La distilleria raddoppiò la sua capacità di produzione nel 1972 e nuovamente nel 1974. Il numero di alambicchi passò da quattro a otto. Seagram acquistò la distilleria nel 1977. Longmorn è una delle poche distillerie che non ha mai cessato la produzione.
Le distillerie appartenenti a The Chivas and Glenlivet Group, di proprietà della Seagram, sono stati acquistati dal gruppo francese Pernod Ricard il 19 dicembre 2001. 
Parti della produzione sono utilizzate nelle miscele Something Special e Queen Anna.
Longmorn è stata descritta come "il segreto meglio nascosto dello Speyside" - premiata dai miscelatori di whisky e apprezzata dagli intenditori, ma non largamente disponibile al pubblico come single malt imbottigliato. Ma dal 1994 come la distilleria entra nel suo secondo secolo di attività, sono stati introdotti sul mercato nuovi prodotti, fra cui una serie limitata di whisky "The Old Malt Cask" invecchiati 17, 20, 25 e 31 anni, così come un single malt Longmorn invecchiato 15 anni è stato scelto come uno dei quattro single malt rilanciati dalla Seagram con il nome "Heritage Collection".

## Premi
Nel 1983 e nel 1984 la Distilleria Longmorn vinse la Medaglia d'Oro alla cerimonia degli International Wine & Spirits Awards a Guildhall.